# Даговер, Лиль
Лиль Даговер (нем. Lil Dagover, наст. имя Мария Антония Сигелинда Марта Зойферт; 30 сентября 1887, Мадиун, Ява, Нидерландская Индия — 23 января 1980, Мюнхен) — немецкая актриса театра и кино.

## Биография
Родилась в семье немецкого лесничего по имени Зеберт, работавшего в Голландской Ост-Индии. Воспитывалась в Великобритании, Франции и Швейцарии. После смерти матери в возрасте десяти лет приехала в Германию. Жила у родственников в Тюбингене. Там училась в школе. Позже уехала в Веймар. В 1913 году вышла замуж за актёра Фрица Дагхофера и из его фамилии создала свой артистический псевдоним. В 1914 году в их семье родилась дочь Ева.
Благодаря связям мужа Лиль попала в мир кино. В 1916 году получила первую заметную роль. В 1919 году снялась в двух фильмах Фрица Ланга. Большую известность принесла ей главная женская роль в фильме Роберта Вине «Кабинет доктора Калигари». Позже снялась в многочисленных фильмах 1920-х годов, поставленных Фрицем Лангом, Фридрихом Вильгельмом Мурнау и другими мастерами. Выступала в амплуа «светской дамы».
Параллельно много работала в театре — например, в Немецком театре Макса Рейнхардта в Берлине, участвовала в ежегодных Зальцбургских фестивалях.
В 1920 году развелась с Фрицем Дагофером. В 1926 году вышла замуж за кинопродюсера Георга Витта.
В период национал-социализма оставалась звездой УФА, была одной из самых известных и популярных актрис немецкого кино, сыграв с 1933 по 1944 год в общей сложности 23 роли. Хотя национал-социалисты обхаживали ее, старалась держаться вдалеке от политики. В 1937 году ей было присвоено звание государственной актрисы, а в 1944 году она получила крест «За военные заслуги» за выступления на фронте. После Второй мировой войны продолжала сниматься в многочисленных фильмах и была отмечена такими наградами, как Федеральная кинопремия 1954 года за лучшую женскую роль второго плана в фильме «Королевское высочество». В 1962 году она получила Золотую киноленту за многолетнюю выдающуюся работу в немецком кино. Большим успехом для Даговер стал фильм по Эдгару Уоллесу «Странная графиня» (1961), в котором она сыграла заглавную роль. Снималась в кино до конца 1970-х годов.
Умерла 23 января 1980 года в Грюнвальде под Мюнхеном. Похоронена там на Лесном кладбище.

## Избранная фильмография

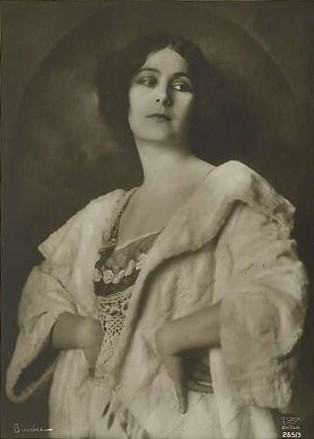
Лиль Даговер (1918)

- 1913 — Спасительница / Die Retterin
- 1919 — Харакири
- 1919 — Пауки — Наэла, жрица Солнца
- 1920 — Кабинет доктора Калигари — Жане Ольсен
- 1921 — Усталая смерть — девушка
- 1922 — Доктор Мабузе, игрок
- 1922 — Призрак — Мария Штарке
- 1924 — Комедия сердца — Герда Верская
- 1925 — Тартюф — Эльмира
- 1928 — Граф Монте-Кристо — Мерседес
- 1928 — Венгерская рапсодия
- 1930 — Белый дьявол — Нелидова
- 1930 — Забавы царицы / The Spielereien einer Kaiserin — Екатерина I
- 1931 — Елизавета Австрийская — Елизавета Австрийская
- 1931 — Конгресс танцует — графиня
- 1931 — Случай Генерального штаба — полковник Редль — Вера Николаевна
- 1932 — Танцовщица из Сан-Суси — Барберина Кампанини
- 1935 — Продавец птиц
- 1935 — Веер леди Уиндермир — миссис Эрлин
- 1936 — Фридерикус — маркиза де Помпадур
- 1936 — Заключительный аккорд / Schlussakkord
- 1936 — Мушка — маркиза де Помпадур
- 1937 — Крейцерова соната — Елаина Позднышева
- 1938 — Звёзды сияют
- 1940 — Фридрих Шиллер — Триумф гения — Франциска фон Гогенгейм
- 1940 — Бисмарк  — императрица Евгения
- 1948 — Сыновья господина Гаспари — Маргот фон Корф
- 1949 — С любовью не играют
- 1950 — Наступает день
- 1953 — Королевское высочество — графиня Лёвенжул
- 1955 — Розы осенью — миссис фон Брист
- 1956 — Последняя любовь наследного принца Рудольфа — королева Елизавета
- 1959 — Будденброки — Елизавета Будденброк
- 1961 — Странная графиня — Леонора Морон
- 1969 — Пожалуйста, будут стрелять / Bitte recht freundlich, es wird geschossen (сериал) — леди Гамильтон
- 1975 — Судья и его палач — мать Гастмана
- 1979 — Сказки Венского леса — Елена

## Награды
- 1937 — Звание «государственной актрисы»
- 1944 — Крест «За военные заслуги» — за выступления перед немецкими солдатами на Восточном фронте и на Нормандских островах в 1943—1944 годах
- 1954 — «Серебряная кинолента» — за исполнение главной женской роли в фильме «Королевское величество»
- 1962 — «Золотая кинолента» — за заслуги перед немецким кинематографом
- 1964 — премия Бэмби
- 1967 — Большой крест ордена «За заслуги перед ФРГ»